# FADO
FADO (englisch False and Authentic Documents Online) ist ein europäisches Bildarchivierungssystem, das zur Bekämpfung der illegalen Einwanderung und des organisierten Verbrechens eingerichtet wurde. Es wurde durch eine gemeinsame Aktion des Rates der Europäischen Union aus dem Jahr 1998 eingerichtet.

## Hintergrund
Die Verbreitung echter und falscher Dokumente bedeutet, dass eine häufige Aktualisierung unerlässlich ist. Es werden immer ausgefeiltere Techniken eingesetzt, um sowohl echte Dokumente als auch Fälschungen herzustellen. Daher wurde ein computergestütztes System mit beschränktem Zugang aufgebaut, das einen schnellen und sicheren Informationsaustausch zwischen dem Generalsekretariat des Rates der Europäischen Union sowie zwischen den Dokumentenexperten der Mitgliedstaaten der Europäischen Union, Islands, Norwegens und der Schweiz ermöglicht.

## Inhalt der Datenbank
Die durch die FADO Joint Acts eingerichtete Datenbank enthält die folgenden Daten:
- Bilder von echten Dokumenten,
- Informationen über Sicherheitstechniken (Sicherheitsmerkmale),
- Bilder von typischen falschen und gefälschten Dokumenten,
- Informationen über Fälschungstechniken, und
- Statistiken über entdeckte falsche und gefälschte Dokumente und Identitätsbetrug.

FADO steht derzeit Dokumentexperten in 31 FADO-Partnerstaaten zur Verfügung: in allen Mitgliedstaaten der Europäischen Union sowie in Island, Norwegen und in der Schweiz.
Ein Teil der Informationen, die von den Dokumentenexperten im geheimen, vertraulichen System FADO ausgetauscht werden, wird über die Website PRADO (Public Register Of Authentic Identity And Travel Documents Online of the Council of the European Union), die vom Rat der Europäischen Union verwaltet wird, öffentlich zugänglich gemacht.
Die Dokumentbeschreibungen in FADO sind in allen 24 Amtssprachen der Europäischen Union verfügbar. Die Dokumente werden von Dokumentenexperten in einer der Sprachen eingeführt und die standardisierten Beschreibungen werden automatisch übersetzt; somit sind die Dokumente sofort in allen unterstützten Sprachen verfügbar. Zusätzlich enthaltene Freitextinformationen werden später von spezialisierten Linguisten des Generalsekretariats des Rates übersetzt.